# Rudolf Ferdinand von Lobkowitz

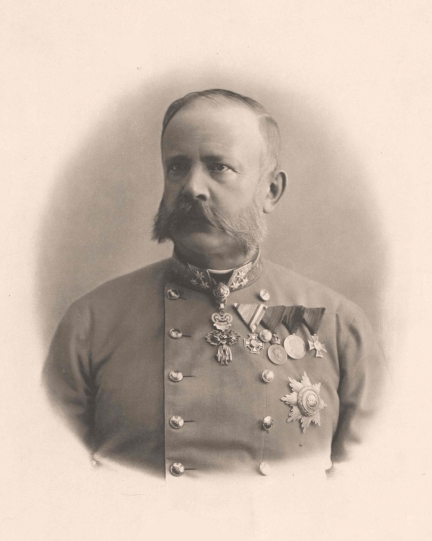
Rudolf Ferdinand von Lobkowitz

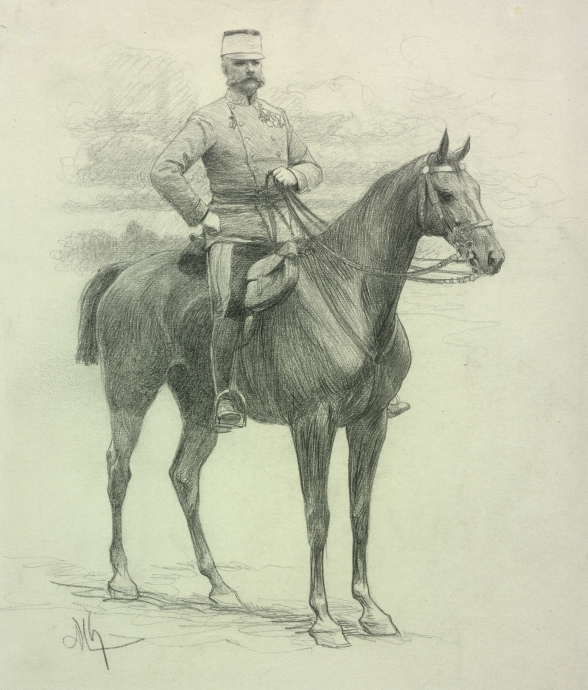
Rudolf Ferdinand von Lobkowitz zu Pferd, Bleistiftzeichnung

Rudolf Ferdinand Fürst von Lobkowitz (* 16. August 1840 in Frischau in Mähren; † 9. April 1908 in Wien) war ein böhmischer Adliger, k. k. Kämmerer, Geheimrat, Feldmarschallleutnant und Feldzeugmeister der österreichischen Armee.   

## Leben
Seine Eltern waren Ludwig Fürst von Lobkowitz (1808–1872) und Leopoldine geb. Fürstin von Liechtenstein (1815–1899). Seine Schulzeit verbrachte er an der Akademie in Olmütz. 1857 trat er als Leutnant in die kaiserliche Armee ein. 1862 wurde er zum Hauptmann befördert und 1874 zum Oberstleutnant. Als Kommandant und Feldmarschallleutnant befehligte er die 35. Infanterie-Truppen-Division. Der Kaiser verlieh ihm die Würde eines Kämmerers und Geheimrates. Seit 1885 war erbliches Mitglied des Ungarischen Oberhauses. 1892 erhielt er den Ritterorden vom Goldenen Vlies. Aus gesundheitlichen Gründen zog er sich 1905 aus der Öffentlichkeit zurück. Rudolf Ferdinand von Lobkowitz heiratete am 26. Februar 1900 in Budapest Friederike von Kronau (1841–1918). Die Ehe blieb kinderlos. 

## Auszeichnungen
- Militärverdienstmedaille
- Militärverdienstkreuz, III. Klasse
- Orden der Eisernen Krone, I. Klasse
- Orden vom Goldenen Vlies, Ritter

## Vorfahren
| Rudolf Ferdinand von Lobkowitz | Ludwig Johann Carl von Lobkowitz   | Franz Joseph Maximilian von Lobkowitz    | Ferdinand Philipp Joseph von Lobkowitz  |
| Rudolf Ferdinand von Lobkowitz | Ludwig Johann Carl von Lobkowitz   | Franz Joseph Maximilian von Lobkowitz    | Gabriella Maria von Savoyen-Carignano   |
| Rudolf Ferdinand von Lobkowitz | Ludwig Johann Carl von Lobkowitz   | Maria Carolina Theresia zu Schwarzenberg | Johann I. zu Schwarzenberg              |
| Rudolf Ferdinand von Lobkowitz | Ludwig Johann Carl von Lobkowitz   | Maria Carolina Theresia zu Schwarzenberg | Marie Eleonore zu Oettingen-Wallerstein |
| Rudolf Ferdinand von Lobkowitz | Maria Leopoldine von Liechtenstein | Moritz Joseph von Liechtenstein          | Karl Borromäus von Liechtenstein        |
| Rudolf Ferdinand von Lobkowitz | Maria Leopoldine von Liechtenstein | Moritz Joseph von Liechtenstein          | Eleonore von Oettingen-Spielberg        |
| Rudolf Ferdinand von Lobkowitz | Maria Leopoldine von Liechtenstein | Marie Leopoldine Esterházy von Galánthá  | Nikolaus II. Esterházy de Galantha      |
| Rudolf Ferdinand von Lobkowitz | Maria Leopoldine von Liechtenstein | Marie Leopoldine Esterházy von Galánthá  | Maria Josepha von Liechtenstein         |